# Christian Friedrich Brendel

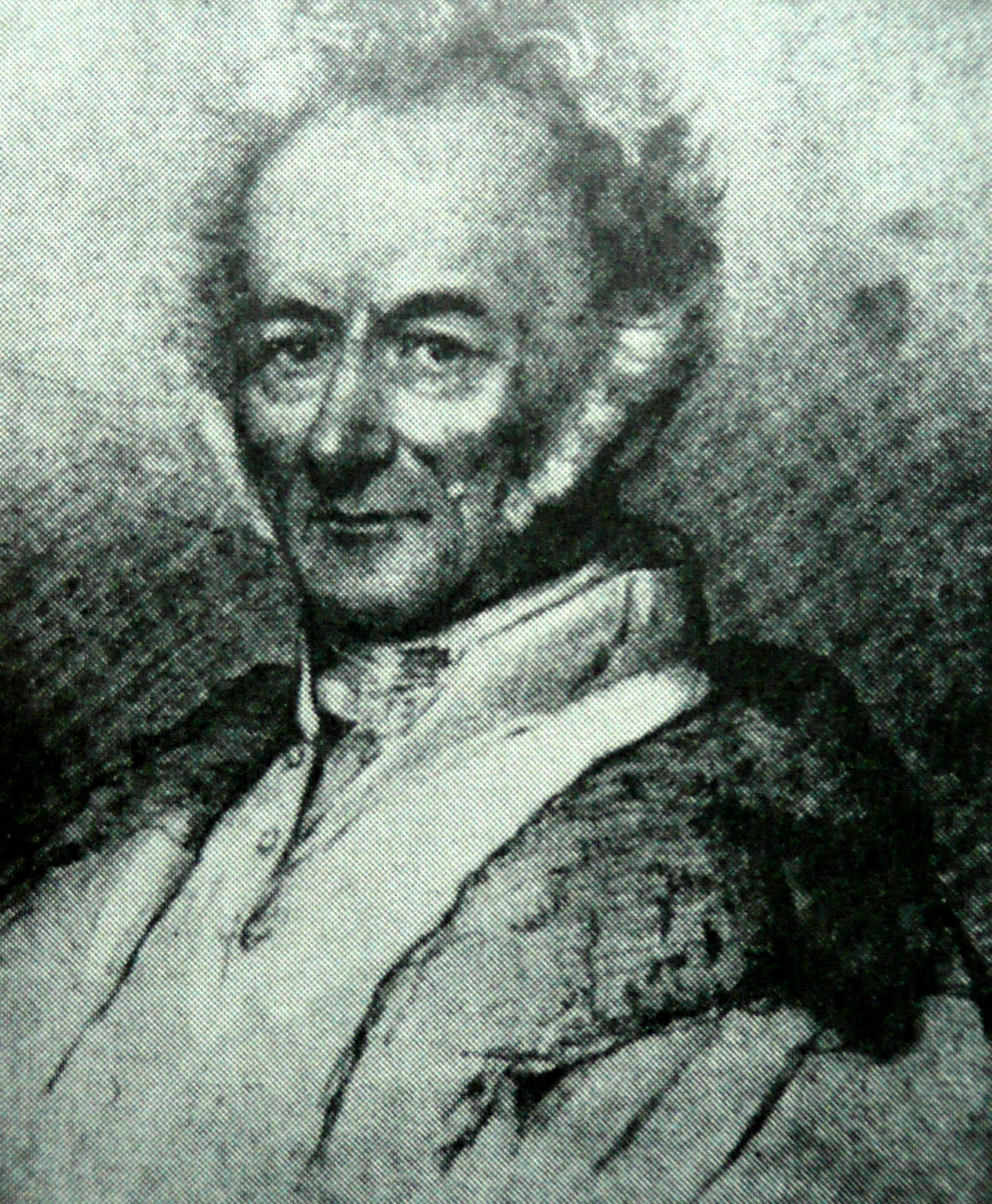
Christian Friedrich Brendel (1776–1861)

Christian Friedrich Brendel (* 26. Dezember 1776 in Neustädtel; † 20. November 1861 in Freiberg) war ein deutscher Bergingenieur und Maschinendirektor im sächsischen Bergbau. Brendel gilt als einer der bedeutendsten sächsischen Bergbautechniker des 19. Jahrhunderts.

## Leben und Wirken

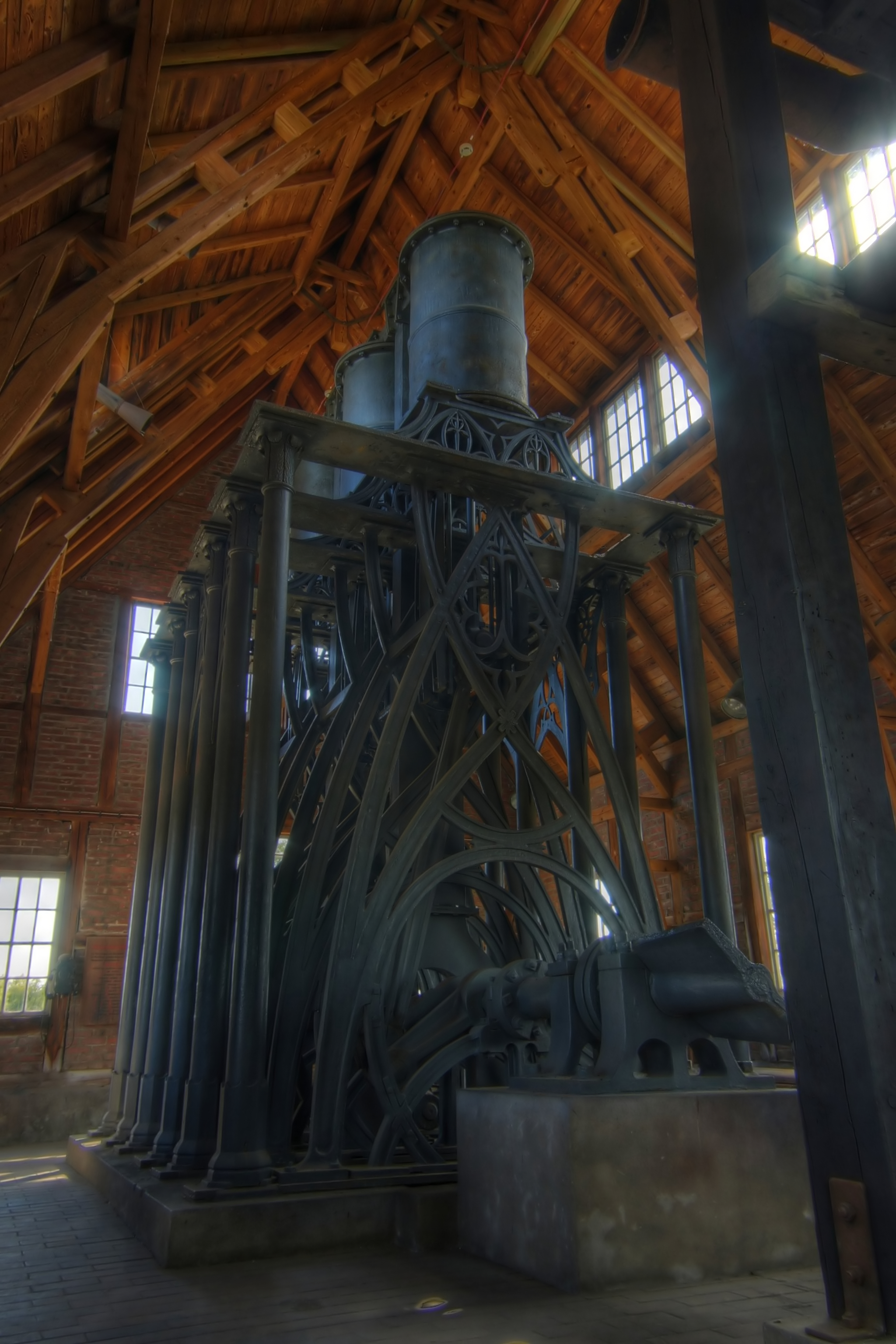
Schwarzenberggebläse

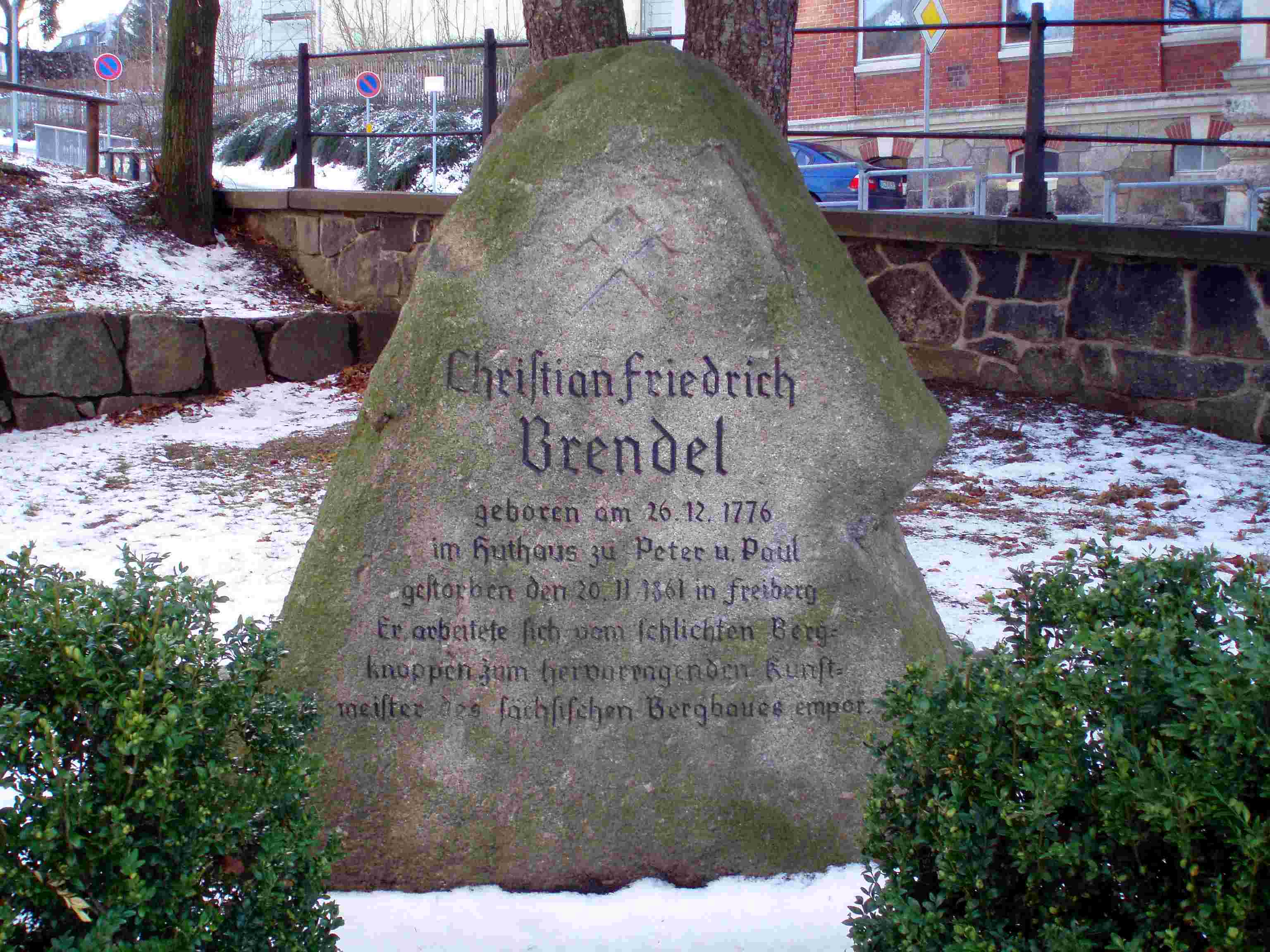
Brendel-Gedenkstein in Neustädtel

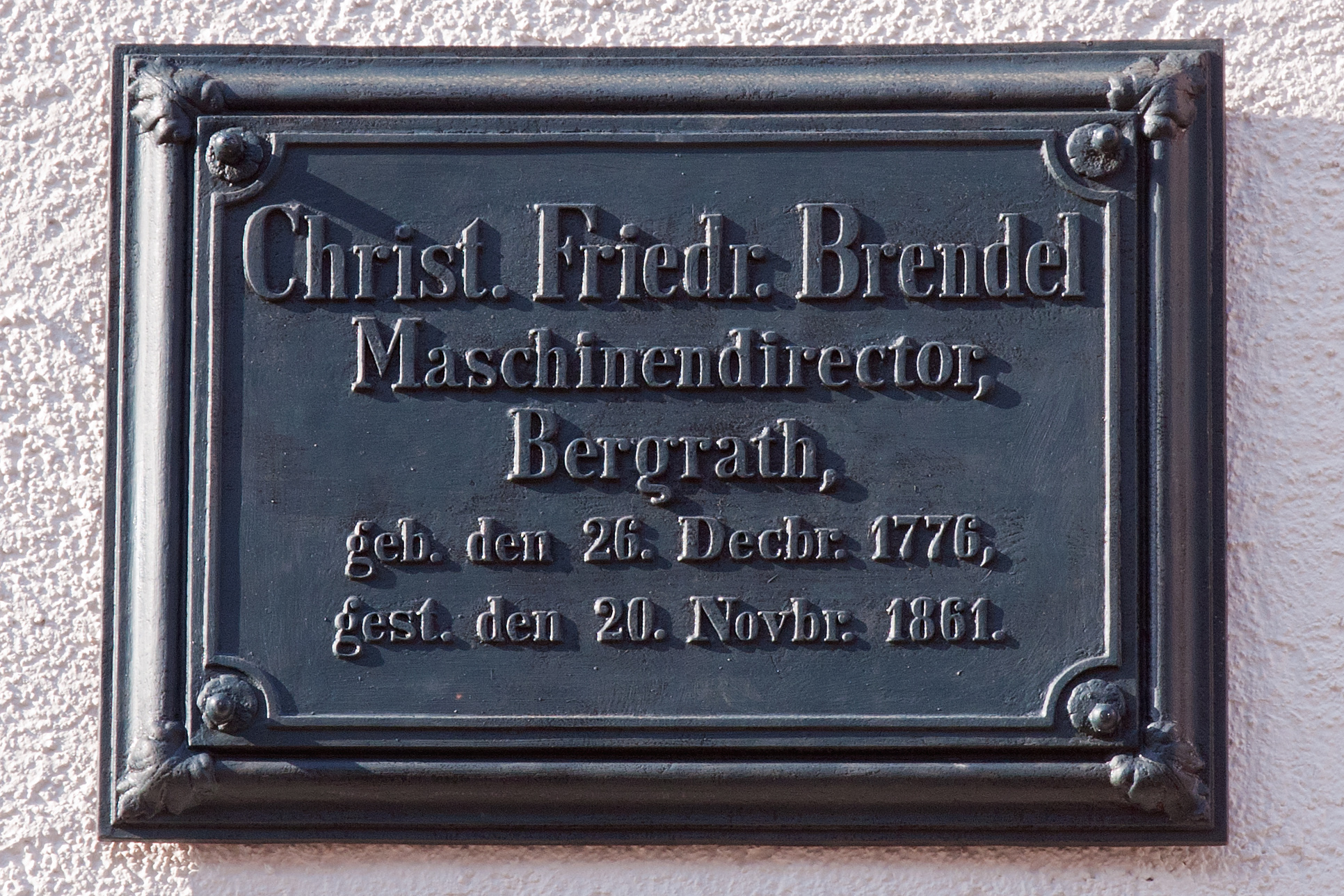
Gedenktafel an seinem Wohnhaus in Freiberg, Burgstr. 21

Brendel wurde als Sohn des Bergmanns Conrad Brendel im Huthaus der Grube „Peter und Paul“ unweit des Filzteiches bei Neustädtel geboren. Die Brendels waren bereits seit ca. 1630 als Bergleute, Hammerschmiede und Glasmacher im Schneeberger Raum tätig. Der Familientradition folgend, erlernte auch Christian Friedrich den Beruf des Bergmanns und arbeitete als solcher im Schneeberger Revier. 1790 wurde er Zimmerling im Marx-Semler-Stolln, einem der bedeutendsten  obererzgebirgischen Stolln. Später fuhr er als Häuer auf dieser Grube an. Von Karl Baldauf, dem Berggeschworenen des Reviers, erhielt Brendel frühzeitig Privatunterricht in Mathematik und Zeichnen und wurde mit der Herstellung von Modellen bergmännischer Maschinen und Werkzeuge beauftragt.
1796 wechselte er nach Freiberg, wo er auf der Grube „Morgenstern“ angelegt war, bevor er ein Jahr später zur Himmelsfürst Fundgrube wechselte. In Freiberg wirkte er unter anderem beim Bau eines Kunstgezeuges mit. 1797 bewarb sich Brendel für ein Studium an der Bergakademie Freiberg. Unter der Auflage, später im sächsischen Staatsdienst zu arbeiten, erhielt er ein Stipendium. Die Studienzeit währte bis 1802. Zu Brendels Lehrern zählten unter anderem Werner, v. Trebra, Lempe und Lampadius. Während seines Studiums zeichnete sich Brendel durch besondere Leistungen im Fach Maschinenkunde aus.
Nach dem Studium wurde Brendel im Oktober 1802 als Obersteiger auf dem Thelersberger Stolln in Linda angestellt. Zur Förderung seiner technischen Fähigkeiten trat er auf Empfehlung von Trebras bereits im November 1802 eine Studienreise nach England an. Brendel sollte während dieser Reise die englische Maschinentechnik und insbesondere den Einsatz von Dampfmaschinen im Bergbau studieren. Von dieser überaus lehrreichen Studienreise kehrte er – nach mehrfacher Ermahnung – im Januar 1805 zurück.
Da nach seiner Rückkehr keine maschinentechnische Stelle im Freiberger Bergbau frei war, wechselte Brendel als Salinenbaumeister an die kurfürstlich-sächsische Saline in Dürrenberg. Hier baute er von 1808 bis 1811 seine erste Dampfmaschine, die zwar weitgehend der Wattschen Maschine entsprach, sich aber durch eigene, neuartige Konstruktionselemente auszeichnete (rechts- und linksherum laufende Dampfmaschine mit waagrechtem Schwungrad). Als Dürrenberg nach dem Wiener Kongress an Preußen fiel, kehrte Brendel nach Freiberg zurück.
Hier folgte er dem 1811 verstorbenen Karl Gottfried Baldauf als Kunstmeister nach. In dieser Stellung war Brendel der oberste Maschinenbeamte des sächsischen Bergbaus, ihm unterstand der gesamte Maschinenbereich im sächsischen Berg- und Hüttenwesen sowie in den Porzellanfabriken von Meißen und Hubertusburg. Brendel verfügte zudem über Sitz und Stimme in allen sächsischen Bergämtern. Seit 1817 trug seine Stelle den Titel eines Maschinendirektors. In seiner Position oblag ihm die Entscheidung über den Maschineneinsatz im gesamten sächsischen Berg- und Hüttenwesen. Da es zur damaligen Zeit noch keine private Bergmaschinenfabrikation gab, sorgte Brendel mit den ihm unterstellten Mitarbeitern in der Maschinenbauanstalt Halsbrücke und in der Maschinenbauanstalt Übigau für die Projektierung und Konstruktion benötigter Maschinen. So konstruierte er in der Folgezeit weitere Dampfmaschinen, außerdem Wassergöpel, Turbinen und Wassersäulenmaschinen mit der nach ihm benannten „Brendelschen Kolbensteuerung“, die Julius Weisbach später beschrieb und damit international bekannt machte.
Bemerkenswert war die Projektierung des damals größten sächsischen Hüttengebläses für die Antonshütte 1829/31. Das Zylindergebläse ging als „Schwarzenberggebläse“ in die Technikgeschichte ein und ist seit 1926 auf der Freiberger Schachtanlage „Alte Elisabeth“ zu besichtigen. Im selben Zeitraum ließ Brendel eine 268 Meter lange Eisenschienenbahn zwischen Schacht und Erzwäsche der Alten Mordgrube in Brand errichten. Die vom Typ her englischen Hunte mit Spurkränzen und 0,3 m³ Inhalt wurden auf eisenbeschlagenen Kanthölzern von Bergleuten geschoben. Die gegenüber Pferdefuhrwerken realisierten Einsparungen von jährlich 400 Talern förderten indirekt den Bau der ersten deutschen Fernbahn zwischen Leipzig und Dresden. Des Weiteren verfasste Brendel über die Sicherheit des ersten auf der Elbe verkehrenden Dampfschiffes im Auftrag der Regierung ein Gutachten.
1846 wurde er zum Bergrat ernannt. 1851 trat er in den Ruhestand.
Christian Friedrich Brendel starb 1861 in Freiberg.
Sein Sohn Franz Brendel wurde als Musikwissenschaftler bekannt.

## Werke
- Bericht über die Modellsammlung der Bergakademie Freiberg, Freiberg 1828 (Frieder Jentsch (Hg.): Bericht von Christian Friedrich Brendel aus dem Jahr 1828 über die Modellsammlung der Bergakademie Freiberg, Akten und Berichte vom sächsischen Bergbau Bd. 39, Jens Kugler Verlag, Kleinvoigtsberg 2002)